# Каскадна печера
Каскадна печера (рос. Каскадная) — печера в Башкортостані, Росія. Печера вертикального типу простягання. Загальна протяжність — 54 м. Глибина печери становить 40 м. Категорія складності проходження ходів печери — 2А. Печера відноситься до району Уфимського плато спелеологічної провінції.